# Tunnel de base du Mont-d'Ambin
Pour un article plus général, voir Liaison ferroviaire transalpine Lyon - Turin.
Ne doit pas être confondu avec Tunnel Euralpin Lyon Turin.
Le tunnel de base du Mont-d'Ambin (dit aussi tunnel de base du Mont-Cenis) est l'ouvrage majeur du projet de ligne ferroviaire transalpine entre Lyon en France et Turin en Italie. Il doit son nom au mont Cenis, premier passage ouvert entre la France et l'Italie, ainsi qu'au nom du tunnel historique. À l'origine, il était appelé « Tunnel Mont-d'Ambin », près duquel sont effectués les premiers forages dans la vallée d'Étache, sur la commune de Bramans à la frontière franco-italienne. Il est nommé d'après le mont d'Ambin, sommet frontalier à proximité duquel passe le tunnel, dans le massif du Mont-Cenis.
Par décret en Conseil d'État du 18 décembre 2007, la partie française de la section transfrontalière est déclarée d'utilité publique.
Les travaux de reconnaissance ont démarré côté français en 2002 avec l'excavation de la descenderie de Villarodin-Bourget/Modane, puis de celles de Saint-Martin-de-la-Porte en 2003 et de La Praz en 2005, ainsi que côté italien avec la descenderie et galerie de reconnaissance de La Maddalena (ou Chiomonte) en 2011, et doivent s'achever en 2032.

## Caractéristiques

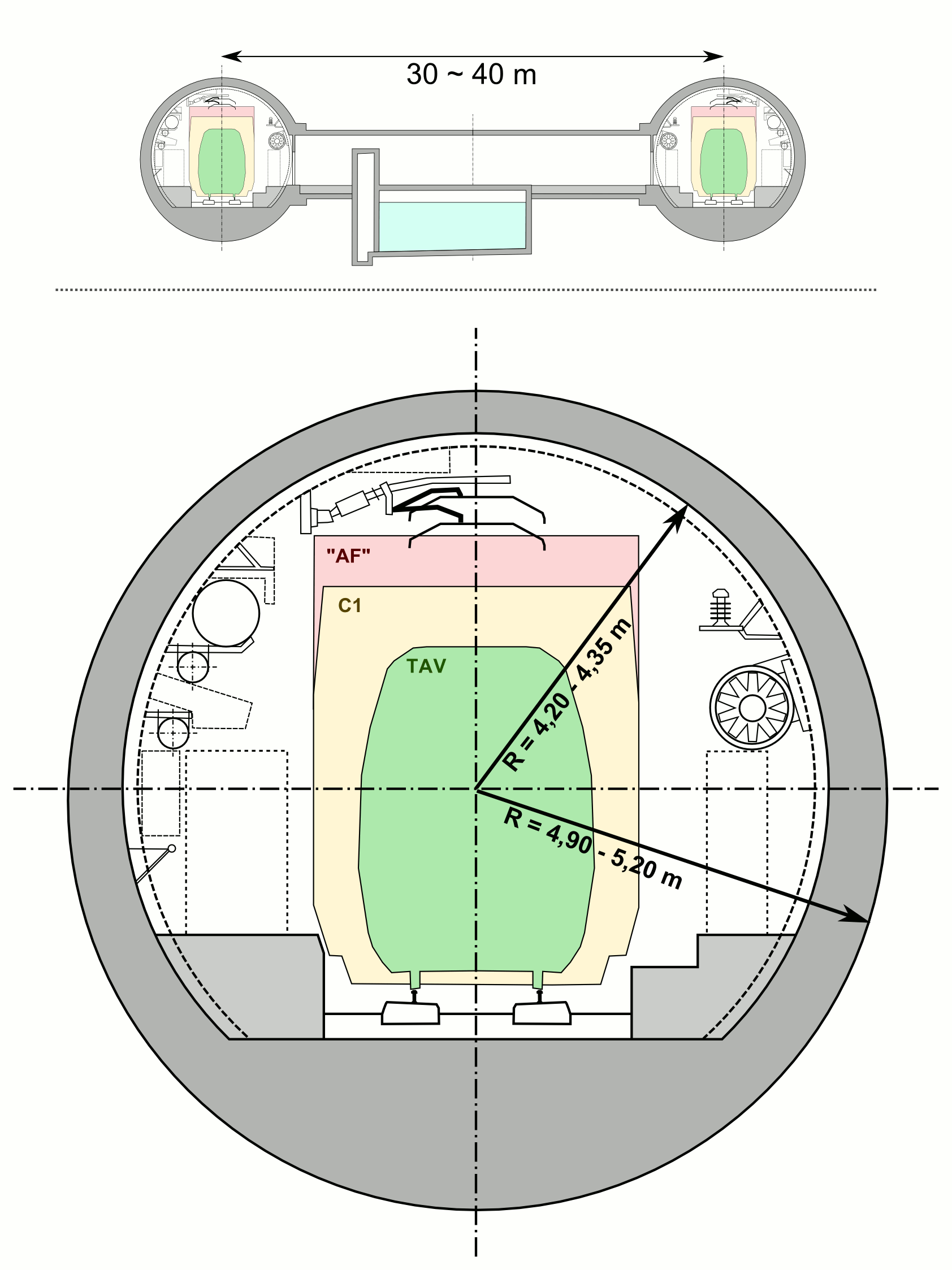
Coupe transversale des tunnels de la ligne. On peut voir la coupe d'un TGV, le gabarit GC typique des LGV et le très grand gabarit "Autoroute ferroviaire" proposé par LTF. Le tunnel existant du Fréjus a un gabarit GB1

Ce tunnel de 57,5 km, dont 45 km en France et 12,5 km en Italie, sera le plus long tunnel ferroviaire au monde, devant le tunnel de base du Saint-Gothard (57 km), le tunnel de base du Brenner (55 km, en projet), le tunnel du Seikan (54 km), et le tunnel sous la Manche (50 km).

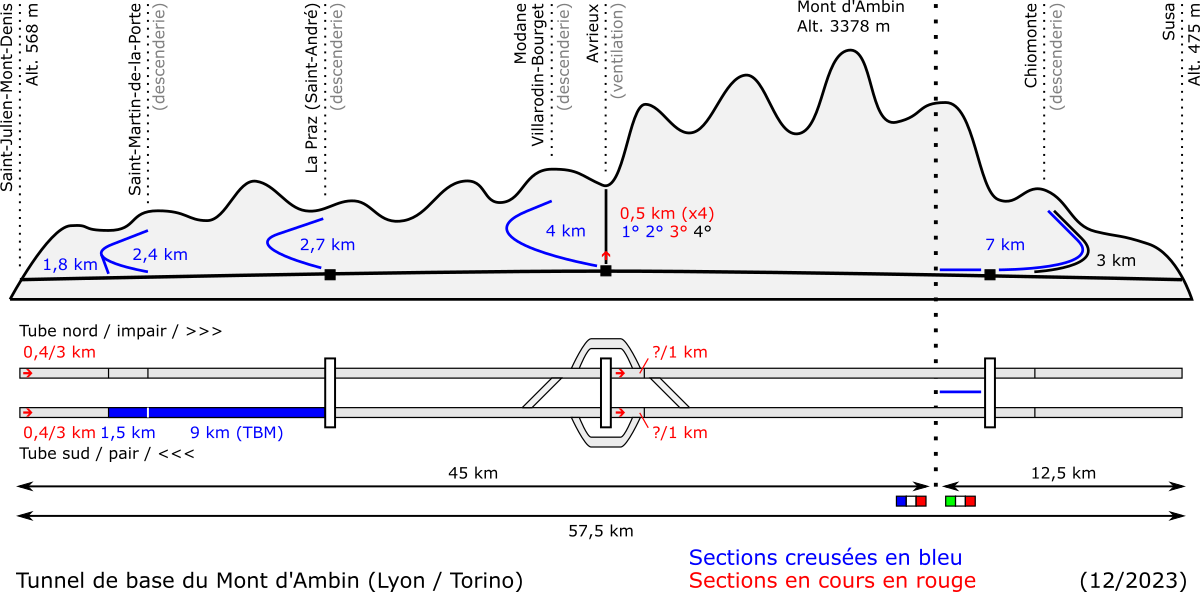
Schéma du tunnel de base du Mont-d'Ambin

Les portails sont situés côté français à Saint-Julien-Mont-Denis et côté italien à Suse.
L'ouvrage d'art pourra être emprunté conjointement par des trains de marchandises, d’autoroute ferroviaire et des TGV. Le tunnel sera réalisé à la base du massif, selon un « profil de plaine » de 1,2 % de pente maximale, autorisant une vitesse de 220 km/h pour les trains de voyageurs. 

Le projet de tunnel rencontre une forte opposition, en particulier dans le val de Suse. Certains riverains craignent notamment que les travaux dégagent des poussières d’amiante et d’uranium, bien que les tunnels de reconnaissance n'en aient pas rencontrées. Plus généralement, c'est l'ensemble de la liaison ferroviaire Lyon - Turin qui fait débat (voir également la page NO TAV).

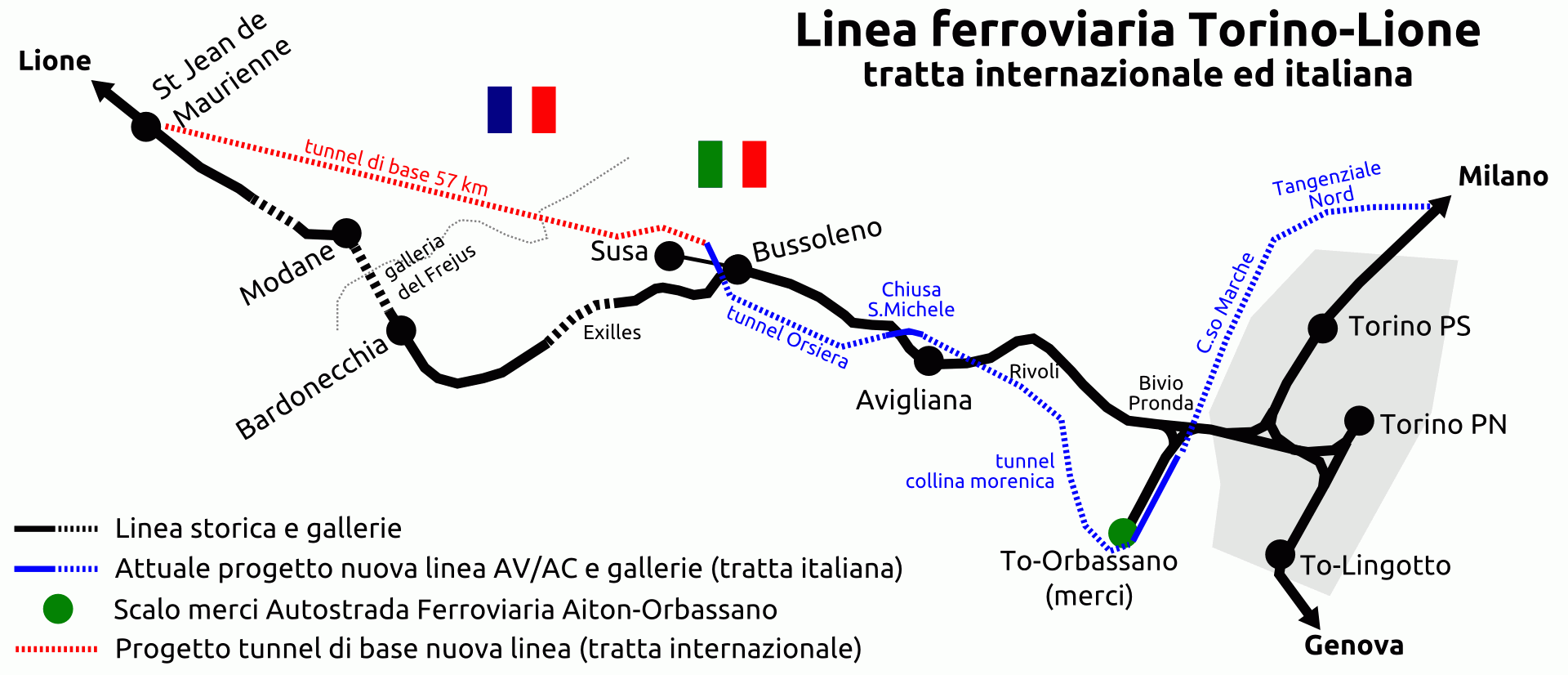
Plan du tracé dans les Alpes.

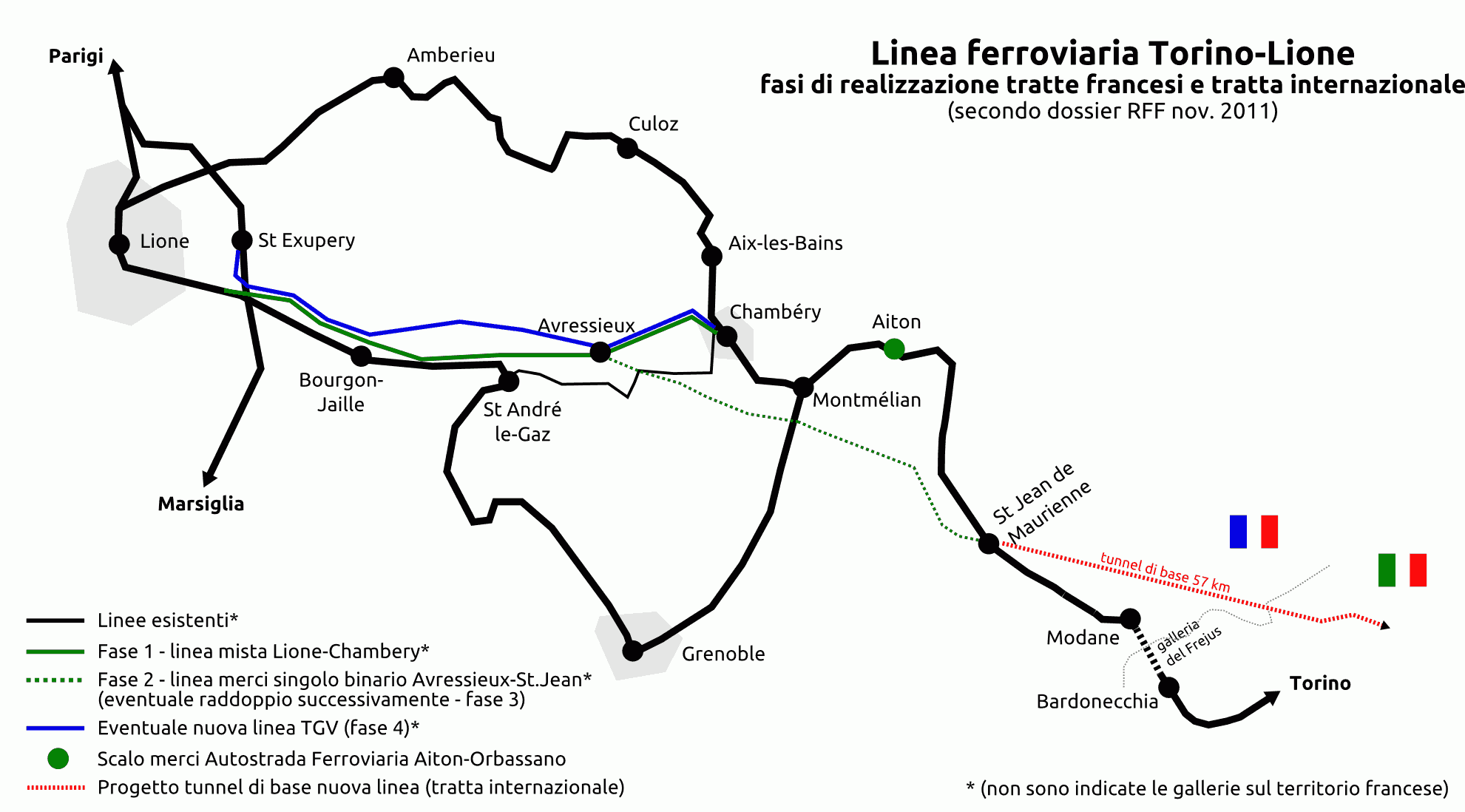
Plan du tracé de Lyon à Turin.

## Financement
Le coût de la section transfrontalière (de Saint Jean-de-Maurienne en Savoie à Suse) est financé par l'Italie, la France et l'Union européenne. Il a été fixé à 8,3 milliards d'euros valeur 2012, actualisés annuellement d'au moins 1,5 %, par l'accord intergouvernemental franco-italien du 24 février 2015 et l'article 2.1 du protocole additionnel de Venise du 8 mars 2016, sur la base du nouveau tracé en Italie pris en compte par l'accord franco-italien du 30 janvier 2012. La phase d'études et de travaux de cette section, qui s'est poursuivie, à la fin de 2016, par le percement de la galerie de reconnaissance de Saint-Martin-de-la-Porte, est financée à 50 % par l'UE, qui s'est engagée pour la suite à financer les travaux définitifs à hauteur de 40 %.
Pour les 60 % restants, un mémorandum signé le 5 mai 2004 a prévu un partage des frais à 63 % pour l'Italie et 37 % pour la France, pour arriver à un partage 50-50 des coûts sur l'ensemble de la liaison Lyon-Turin, dont la plus grande partie est en France. Cet accord a été rediscuté en 2011 à la suite de modifications dans le tracé de la liaison Lyon-Turin à l'est du tunnel et la répartition a été portée à 57,9 % pour l'Italie et 42,1 % pour la France, hors contribution européenne et revenus de péages, par les articles 18 de l'accord franco-italien du 30 janvier 2012 et 2.3 du protocole additionnel de 2016. L'UE prévoit une dotation de 671,80 millions d'euros pour un financement global de 2,1 milliards d'euros pour la période 2007-2013.

## Le chantier

### Travaux préparatoires

#### En France
Le projet prévoit de forer le tunnel à partir des extrémités italiennes et française et de trois points intermédiaires tous situés en France :
- Saint-Martin-de-la-Porte ;
- La Praz (Saint-André) ;
- Villarodin-Bourget/Modane.

Des descenderies ont été creusées depuis la surface vers ces trois points entre 2002 et 2010. La pente maximale de ces galeries est de 12 %, pente requise à cause de la profondeur du tunnel.
Le schéma prévoit un forage à l'explosif dans une zone de schistes charbonniers entre le portail ouest et un peu à l'est de Saint-Martin et à l'ouest de la Praz et le reste principalement au tunnelier.
| Lieu                                                                    | Distance par rapport à l’entrée ouest du tunnel (km) | Altitude du point de départ (m) | Longueur (m) | Dénivelé (m) | Section (m2) | date de début du forage | date de fin   |
| ----------------------------------------------------------------------- | ---------------------------------------------------- | ------------------------------- | ------------ | ------------ | ------------ | ----------------------- | ------------- |
| Villard Clément (Saint-Julien-Mont-Denis) (45° 15′ 43″ N, 6° 23′ 17″ E) | 0                                                    | 590                             |              |              |              |                         |               |
| Saint-Martin-de-la-Porte (45° 13′ 48″ N, 6° 27′ 05″ E)                  | 7                                                    | 695                             | 2400         | 70           | 70-100       | mars 2003               | mi-juin 2010  |
| La Praz (Saint-André) (45° 12′ 07″ N, 6° 35′ 51″ E)                     | 17                                                   | 974                             | 2480         | 300          | 80           | nov 2005                | 20 janv. 2009 |
| Villarodin-Bourget (45° 12′ 40″ N, 6° 41′ 40″ E)                        | 29                                                   | 1085                            | 4000         | 360          | 65-80        | mi-2002                 | 1er nov. 2007 |

#### En Italie
Du côté italien, le chantier de la descenderie avec galerie de reconnaissance géognostique de la Maddalena, dite aussi de Chiomonte, a été engagé sur le territoire de Chiomonte en val de Suse. Ouvert en juin 2011, il a débuté le 29 septembre 2012 par une attaque traditionnelle à l'explosif sur 200 m, puis par l'usage d'un tunnelier de 6,50 m de diamètre du 12 novembre 2013 au 20 février 2017, sur une longueur totale de 7021 m, jusqu'en territoire français, pour un coût de 173 millions d'euros. 
La dernière partie de la galerie de la Maddalena-Chiomonte, passe entre les deux tubes du tunnel, d'un entraxe de 40 m et d'un diamètre variant de 8,40 m à 8,70 m selon la technique de forage, reliés par des barreaux transversaux d'évacuation tous les 333 m. Après avoir servi de base de départ du tunnelier, son extrémité ouest recevra l'aire de sécurité du vallon de la Clarea longue de 750 m sur deux niveaux, dont la ventilation est assurée par une centrale reliée au puits latéral de Clarea, foré sur 4,5 km vers le sud.
A son extrémité, la base de départ du tunnel de base a été aménagée jusqu'en avril 2018, suivie de la réalisation de 22 niches de retournement permettant le croisement, tous les 400 m, des poids lourds d'évacuation des déblais, achevées pour moitié le 25 janvier 2023, et en totalité en novembre 2023, avant de commencer le percement du tunnel de base du côté italien, d'abord en direction de Suse. En effet, l'étude d'impact sur l'environnement de la partie franco-italienne de la nouvelle ligne, réalisée en 2010 du côté italien, considère que le forage des 300 ou 400 derniers mètres du tunnel vers Suse pourrait rencontrer des roches amiantifères (au même titre que le début du forage ouest du tunnel d'Orsiera), de sorte que les déblais pourront, le cas échéant, être confinés dans des cavités aménagées depuis le tunnel, sans affecter l'environnement extérieur. 

### Tunnel de base
La durée d'excavation du tunnel de base est estimée à 7,5 ans (travaux préparatoires inclus).
Le chantier total doit durer environ 10 ans répartis de la façon suivante :
- 1 an de travaux préliminaires, qui ont démarré au début 2016 ;
- 7 ans de génie civil (à cheval de 6 mois sur la période de travaux préliminaires), prévus à partir de 2021, jusqu'en 2028 ;
- 3 ans et 9 mois d'équipement (entamé deux ans et un trimestre avant la fin des travaux de génie civil) ;
- environ 1 an pour les essais.

L’ensemble du projet du tunnel de base prévoit de creuser 162 km : deux tunnels parallèles totalisant 115 km, 4 descenderies, 204 rameaux de sécurité tous les 333 m, outre 113 km de sondages de reconnaissances et carottages en Italie et en France.
Le 21 juillet 2016, Manuel Valls inaugure, à Saint-Martin-de-la-Porte, le tunnelier Federica de 11,26 m de diamètre qui creuse, en direction de l’Italie jusqu'à la descenderie de La Praz, une galerie de reconnaissance géologique de 8 737 m dans l’axe et au diamètre du futur tube sud (pair) du tunnel transfrontalier de 57,5 km. Au 30 novembre 2016, le percement de cette galerie de reconnaissance avait atteint 238 mètres avec la pose de 154 anneaux en béton, 3 421 m au 23 mai 2018, 5 300 m au 8 octobre 2018, 7 162 m au 11 mars 2019 (82 %) et a été terminé le 23 septembre 2019 en parvenant dans la chambre souterraine de 2 480 m de long de la descenderie de La Praz terminée en 2009. Le creusement a été poursuivi à l'ouest dans le front houiller, en méthode traditionnelle à l’explosif et au marteau hydraulique, entre les deux branches de la descenderie de Saint-Martin-de-la-Porte, dont 540 m étaient réalisés au 30 novembre 2019 et 1 km au 6 octobre 2020 sur les 1 500 m achevés le 28 avril 2022, ce qui a porté la longueur creusée du tunnel à 10,5 km et à près de 13 km (12 717 m) avec la chambre souterraine, soit 22 % du premier tube.
Le sondage géognostique préalable à la réalisation des 4 puits de ventilation d’Avrieux, de 500 mètres de profondeur et 5,20 m de diamètre, a été terminé en novembre 2015 et leur réalisation, attribuée le 10 juillet 2020, durera 3 ans. Le 19 novembre 2022 deux des quatre trous pilotes étaient achevés, qui ont ensuite permis de tirer de bas en haut la première machine de forage de type Raise Boring Machine, depuis le fond de la descenderie de Villarodin-Bourget/Modane jusqu'à la surface. 
Le 7 Juillet 2021, Mario Virano a annoncé l'attribution des groupements et entreprises chargés de la reprise du creusement de la partie française du tunnel à partir de mi-2022, soit 48 km pour 3 milliards d'euros, avec 3 lots de construction, : 
- Le lot 1 attribué pour 1,47 milliard d'euros à Eiffage travaux publics en groupement avec Spie Batignolles, Ghella et Cogeis, qui prévoit le creusement pendant 6 ans du tunnel sur 22 km entre la descenderie de Modane et le site de Clarea à la frontière Italienne, via deux tunneliers qui creuseront simultanément sur 18 km en direction de l'Italie, et à l'explosif sur 4 km en direction de Lyon[20]. Le 23 septembre 2022 a débuté au droit de cette descenderie l’excavation en méthode traditionnelle du tube nord (impair) du tunnel de base vers l'Italie[21] et en novembre 2022, la construction en souterrain de galeries de sécurité et de sept cavernes techniques, jusqu’à 22 mètres de haut et 23 mètres de large, qui serviront au montage des deux tunneliers pour creuser ensuite dans cette direction[8].
- Le lot 2 attribué pour 1,43 milliard d'euros à Vinci Construction et Dodin Campenon Bernard, qui prévoit, à partir de la section déjà réalisée, la construction en 2025 pendant 5 ans et 5 mois des 23 km du bitube vers l'Italie entre les descenderies de La Praz et Modane avec 2 tunneliers qui creuseront simultanément, et un troisième entre les descenderies de Saint-Martin-de-la-Porte et La Praz, où le recours à l'explosif sera obligatoire sur les failles géologiques, comme pour la section creusée entre 2016 et 2019, qui a commencé à creuser le 1er avril 2025[22].
- Le lot 3 attribué pour 228 millions d'euros à Implenia (Suisse), qui a débuté le 8 décembre 2022 le percement des deux tubes en méthode traditionnelle à l'explosif pendant 5 ans et 3 mois, sur 2,8 km entre le portail d’entrée français du tunnel de base à Saint-Julien-Mont-Denis et la descenderie de Saint-Martin-de-la-Porte[23].

Le lot 4, a ensuite été attribué le 31 août 2023 pour un milliard d’euros au groupement binational Itinera (Italie), Spie Batignolles et Ghella, qui à l'aide de deux tunneliers, a commencé le 18 décembre 2023 à creuser simultanément pendant 7 ans et 7 mois la partie Italienne de 12,5 km, sur 28,5 km au total, entre le site de Clarea à la frontière Française et la sortie à Suse,,.

Sélection de photos des travaux du tunnel à Saint-Martin-de-la-Porte.
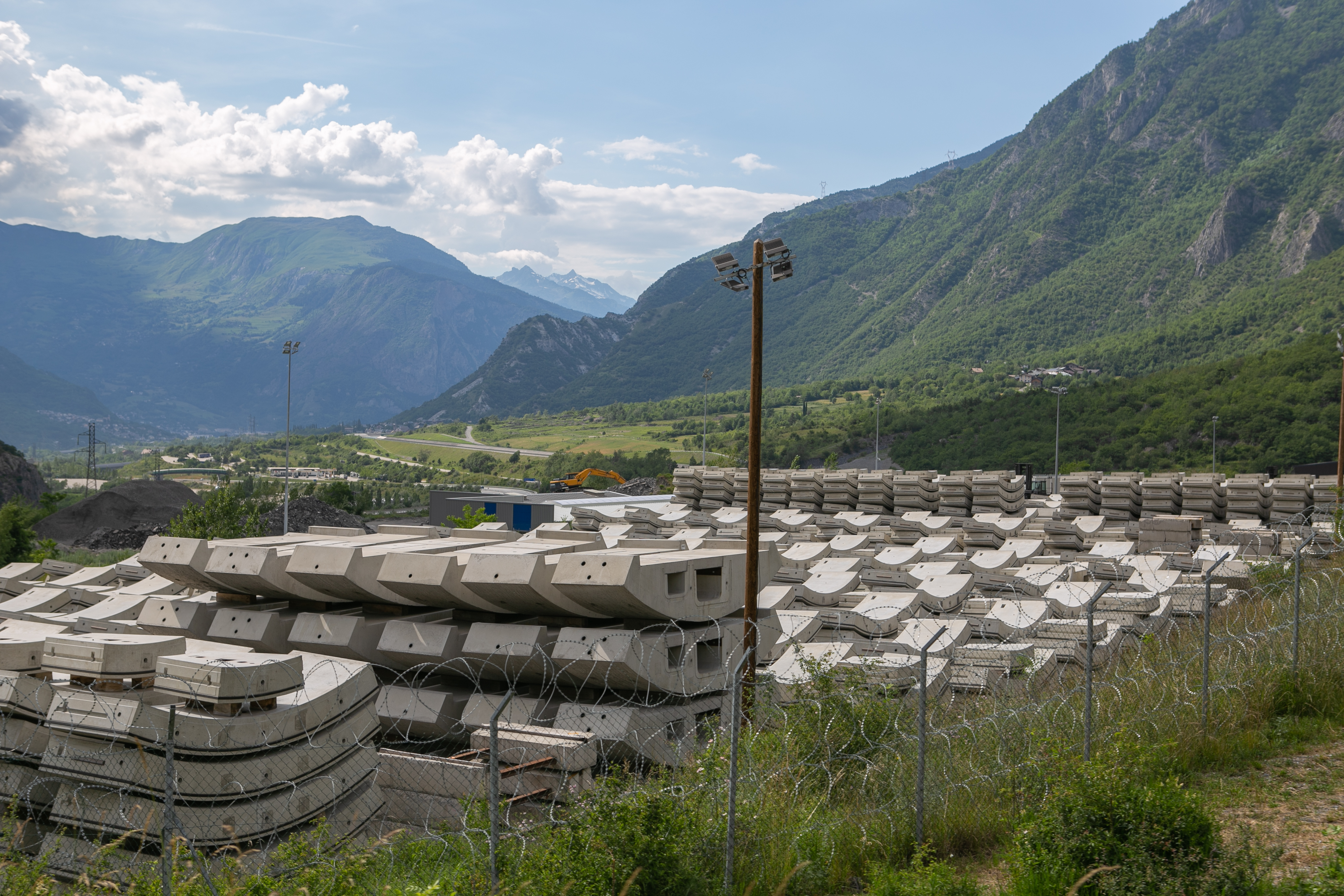
Usine à voussoirs de Saint-Martin-de-la-Porte.
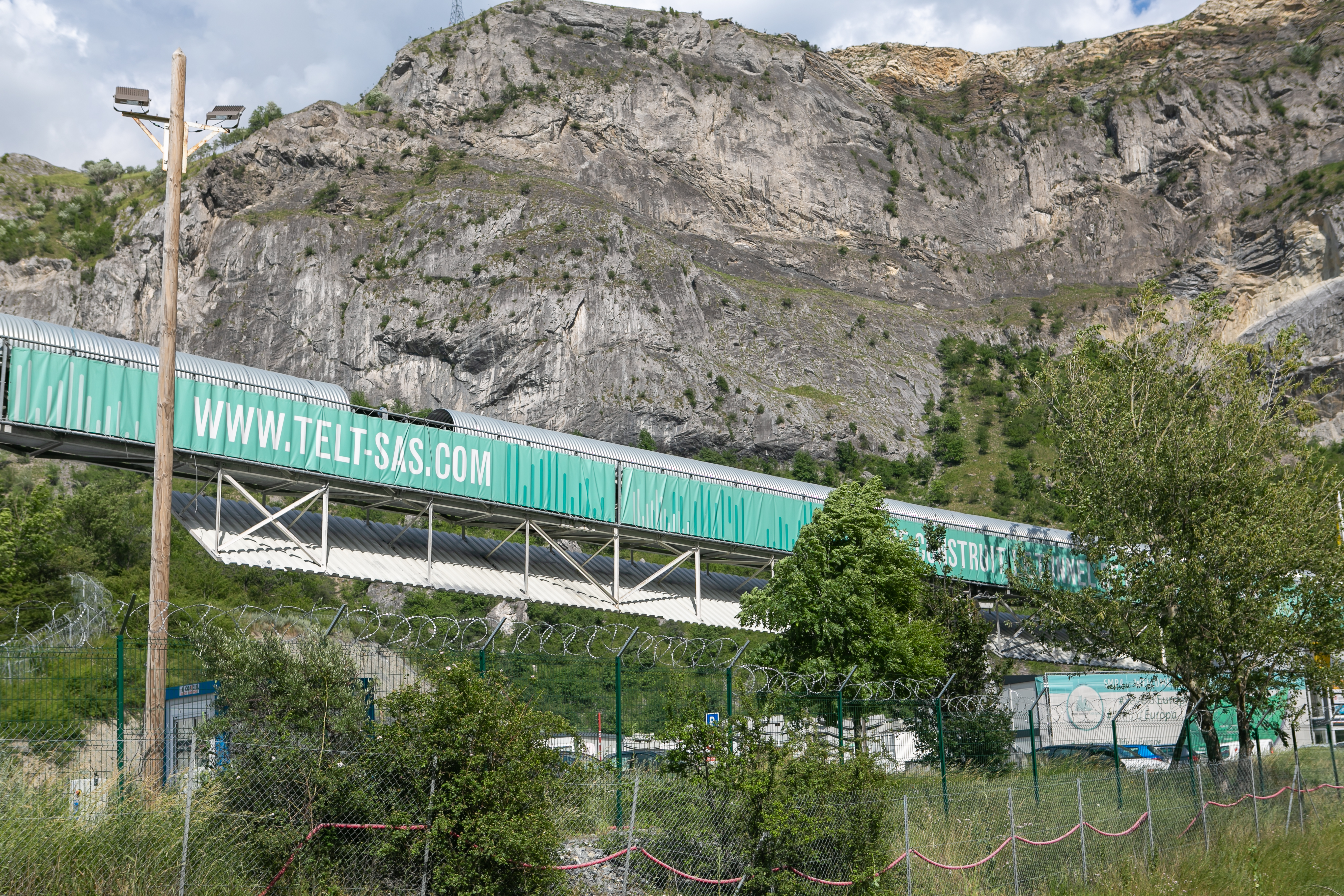
Site de  la descenderie de Saint-Martin-de-la-Porte.
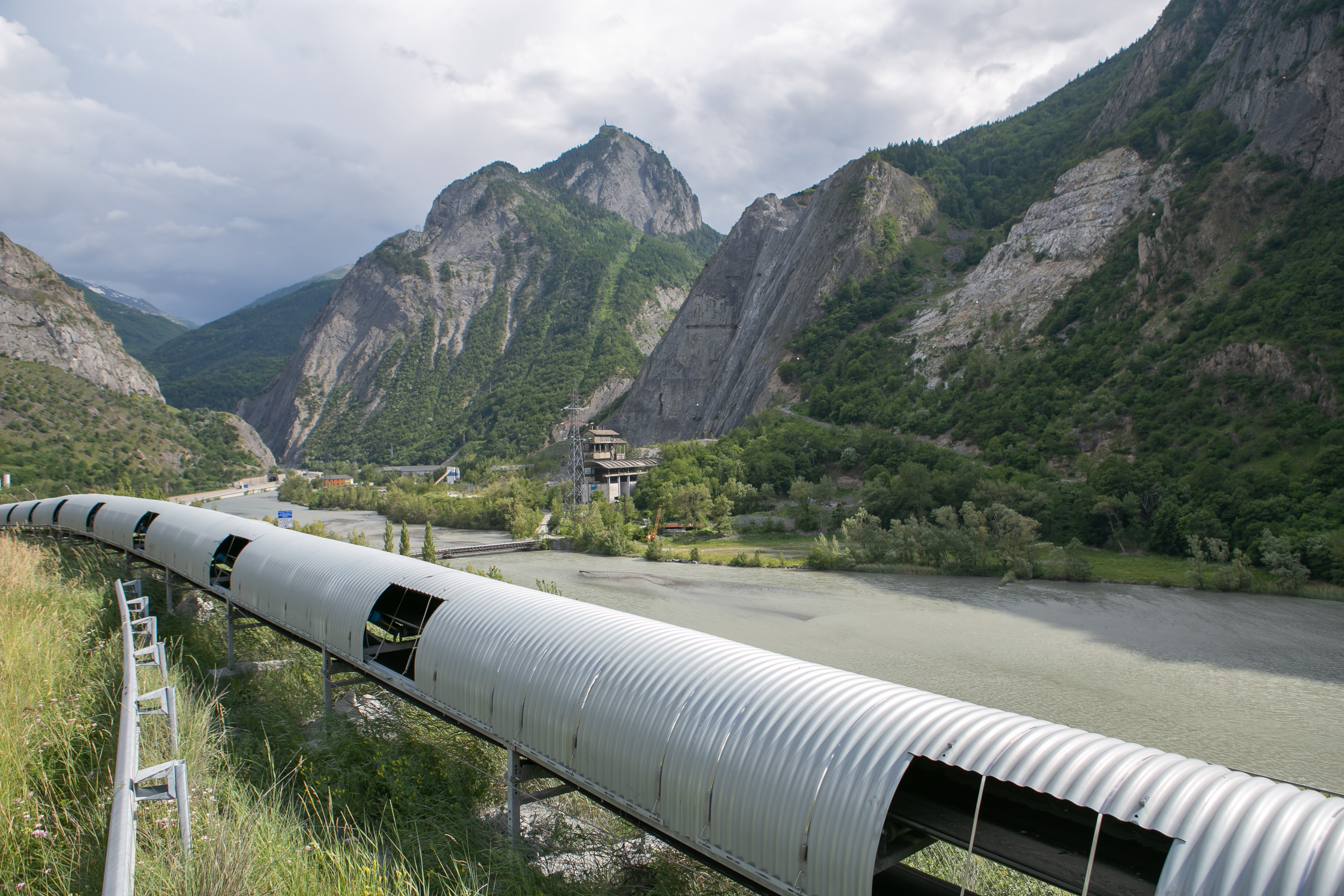
Convoyeur à bande de la descenderie de Saint-Martin-de-la-Porte.